# Elizabeth Smith Miller
Elizabeth Smith Miller (20. září 1822 Peterboro – 23. května 1911 Geneva), známá jako „Libby”, byla americká feministka, filantropka, sociální reformátorka a podporovatelka hnutí za ženská práva.

## Životopis
Elizabeth Smith se narodila 20. září 1822 v Peterboro ve státě New York. Byla dcerou abolicinisty a filantropa Gerrita Smitha a jeho ženy abolicionistky Ann Carroll Fitzhugh. Jako dítě byla nejprve vzdělávala doma za pomoci najatých učitelek. Další formální vzdělání získala v Domácím semináři pro mladé dámy reverenda Dr. Hirama H. Kellogga v Clintonu ve státě New York, kde v letech 1835–1836 studovala francouzštinu, filozofii a aritmetiku. Dále studovala na Kvakerské škole Hannah Witall ve Filadelfii (1839–1840). Kvůli svému vzdělání se stala ve společnosti počátku 19. století neobvyklou ženou. V této době nebylo formální vzdělání žen považováno za potřebné, protože za primární roli žen byla požadována péče o domácnost. Elizabeth se proti tomuto přesvědčení vymezovala celoživotní podporou vzdělání pro ženy. Vytvořila příležitosti pro vzdělávání žen, financovala studijní stipendia a přispěla tisíce dolarů na založení Ženské fakulty Williama Smitha v Geneva.
Zatímco politika ji moc nezajímala, setkávala se s neutuchajícím zástupem abolicionistů, obhájců střídmosti a dalších radikálů, včetně Johna Browna, kteří navštěvovali jejího otce. V roce 1843 se Elizabeth provdala za Charlese Dudleyho Millera. Obřad celebroval kněz a sociální reformátor Beriah Green. Charles pracoval jako bankovní manažer v blízkém městečku Cazenovia, kde manželé strávili první 2,5 roky po svatbě. Poté v letech 1846–1850 žili v sídle Gerrita Smitha. Oba, Elizabeth a Charles, nějakou dobu pracovali v pozemkovém úřadu Gerrita Smithe v Peterboro. Ačkoli, ani jeden z nich neměl stálou kariéru a příjem. Gerrit manželům poskytoval roční příjem 8000 dolarů (251 973 dolarů dle přepočtu z roku 2024). Manželé měli čtyři děti: syn Gerrit Smith Miller (1845–1937) se stal celonárodně známým pastevcem. Dcera Anne Fitzhugh Miller (1856–1912) stejně jako její matka, podporovala hnutí za práva žen. Syn Charles Dudley Miller II (1847–1894) pomáhal při zakládání původního holštýnského stáda a pracoval v několika podnicích, než předčasně zemřel v důsledku nehody tramvaje v Syracuse. Nejmladší syn William Fitzhugh Miller (1850–1876) byl během svého krátkého života sužován nemocemi. Ačkoli je obtížné určit přesnou povahu nemoci, často se léčil se zánětlivým revmatismem.
Po období, kdy manželé pobývali ve Washingtonu, D.C., strávili dalších 18 let v „Chaloupce za potokem” na pozemcích sídla Gerrita Smitha v Peterboro. Později to byl domov jejich syna Gerrita Smitha Millera. Rodina se později přestěhovala do Genevy v New Yorku, kde Charles v roce 1896 zemřel.
Elizabeth zemřela 23. května 1911 ve věku 88 let. Její majetek měl hodnotu 782 667 dolarů (26.412 216 dolarů dle přepočtu z roku 2024). 

## Národní shromáždění za ženská práva
Na třetím Národním sjezdu za práva žen, který se konal v roce 1852 v Syracuse, byla Elizabeth autorkou návrhu na vytvoření organizací za práva žen na státní úrovni poté, co neuspěl návrh na založení národní organizace. Společně s Elizabeth Cady Stanton a Susan B. Anthony byla zakladatelkou Národní asociace pro ženská práva (National Woman Suffrage Association).

## Literární aktivity
Po smrti jejího otce v roce 1874, Elizabeth společně se spisovatelem Octaviusem Brooksem Frothinghamem, pracovala na jeho biografii. Když Frothingham došel až k tvrzení, že Smith předem věděl o nájezdu Johna Browna na Harper's Ferry, nařídila Elizabeth vydavateli, aby svazky stáhl, porušil jejich vazby a informace odstranil.
Jednou z jejíc hlavních životních starostí byla domácí elegance. Věřila, že čistota, úhlednost a pořádek v domácnosti pozitivně přispívají ke komunikaci a klidu v rodině. Ve své publikaci „In the Kitchen“ (V kuchyni) z roku 1875 popsala, co považovala za správné fyzické nastavení a společenské chování pro úspěšný rodinný život, a navrhla více než 1300 receptů pro kuchařky.

### Publikace
- SMITH MILLER, Elizabeth. In the Kitchen. [s.l.]: Lee and Shepard, 1875. 568 s. Dostupné online.

## Reforma oblékání

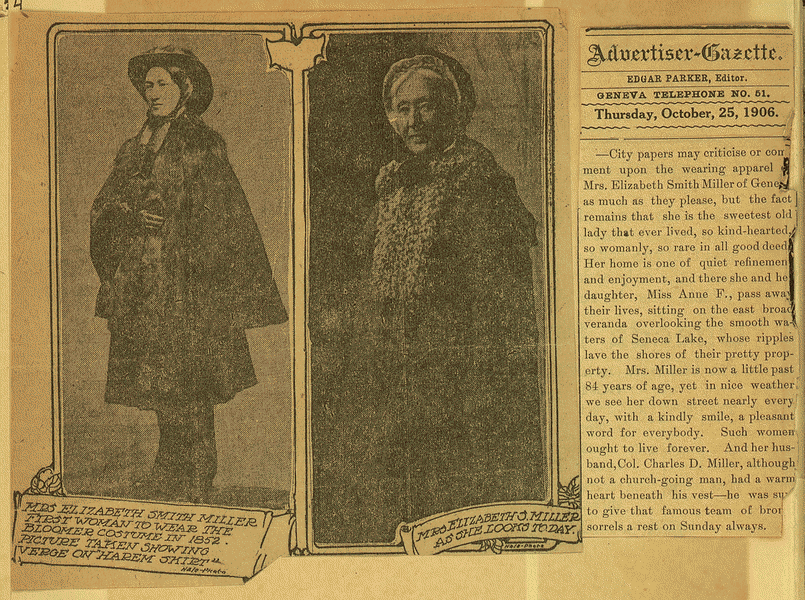
Elizabeth Smith Miller v šatech bloomers

V polovině 19. století vznikla potřeba reformy ženského oblékání kvůli zdravotním rizikům, jenž pro ženy představovalo nošení těsných korzetů, což vedlo k touze po oblečení, které by umožňovalo větší volnost pohybu. Korzety z oceli a velrybích kostí s vrstvami spodniček, byly oděvem který byl nejen nepohodlný a nepraktický, ale mohl také vážit až dvanáct kilogramů. Elizabeth Smith Miller je známá jako první žena, která začala nosit turecké pantalony pod sukní dlouhou ke kolenům. Po objevení tohoto oděvu ukázala šaty Elizabeth Cady Stanton, která je také začala nosit. Poté, co přítelkyně Stanton Amelia Bloomer popsala nový kostým ve svých novinách o právech žen The Lily se novému oděvu začalo říkat bloomers. Šaty nosily vůdkyně hnutí za ženská práva jako akt vzdoru, dokud vyvolaná míra pozornosti nezačala odvádět pozornost od hnutí samotného.